# Vojtěch Razima
Vojtěch Razima (* 6. prosince 1968 Pelhřimov) je zakladatel a ředitel watchdogové organizace Kverulant.org.

## Vzdělání
Po studiu Střední průmyslové školy strojní v Pelhřimově (1983–1987) pokračoval na Fakultě strojní ČVUT v Praze, obor spalovací motory (1987–1992) a posléze na Bankovním institutu v Praze (1994–1996).

## Studentský vůdce

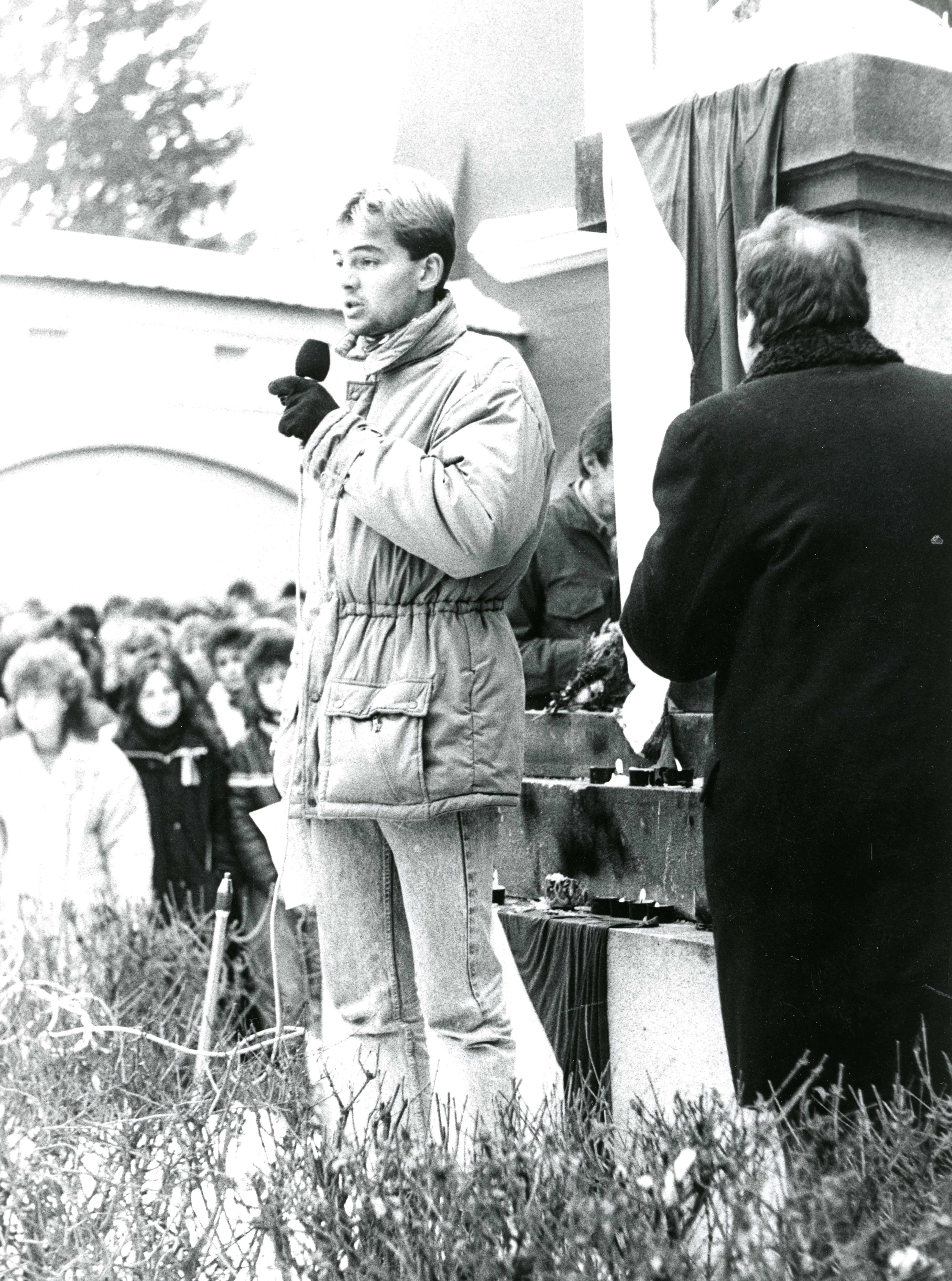
Student Vojtěch Razima hovoří na náměstí v Pelhřimově během listopadových událostí v roce 1989

Jako student se od roku 1988 účastnil zakázaných protirežimních demonstrací. Při Palachově týdnu v lednu 1989 by zadržen na Václavském náměstí. Angažoval se v Sametové revoluci v Praze. Několikrát také veřejně vystoupil ve svém rodišti Pelhřimově. Tam také spoluzakládal místní Občanské fórum. Následně byl jako zástupce studentů zvolen do akademického senátu fakulty strojní ČVUT a později do akademického senátu celého ČVUT.

## Práce
V letech 1992–1997 byl zpravodajským důstojníkem Bezpečnostní informační služby a důstojníkem Služby pro odhalování korupce (SPOK) Policie České republiky. Následujících 5 let pracoval jako konzultant ve společnosti Deloitte a v letech 2001–2003 zastával pozici bezpečnostního ředitele Komerční banky. Roky 2003–2006 strávil jako ředitel divize a člen představenstva společnosti Škoda Praha. Leta 2006–2009 strávil poradenskou a konzultační činností, až v roce 2009 založil watchdogovou organizaci Kverulant.org a ujal se jejího řízení. 
V roce 2021 se stal členem think tanku Realistická energetika a ekologie.

## Kauza údajného šíření poplašné zprávy
V květnu 2021 byl pravomocně odsouzen k podmíněnému trestu v délce 6 měsíců za šíření poplašné zprávy. Soud ho potrestal za telefonát, jímž na jaře 2020 oznámil na městskou policii svoje podezření na možnou bombu ve vracích dodávek zaparkovaných u Pražského hradu. Podle Razimova obhájce měl oprávněný důvod se domnívat, že jsou auta nebezpečná. Pyrotechnickou prohlídku vraků totiž dva dny před Razimovým telefonátem provedla policie, protože i jí přišly dodávky jako podezřelé. Razima podal proti svému odsouzení dovolání k Nejvyššímu soudu. Tam se jej v září 2021 zastalo Nejvyšší státní zastupitelství. Razima podle něj během telefonátu policii sděloval jen pravdivé informace. Následně byl Nejvyšším soudem v lednu 2022 pravomocně osvobozen.

## Spor s kardinálem Dukou
Vojtěch Razima je zakladatel a ředitel obecně prospěšné společnosti Kverulant.org. Ta v květnu 2021 zveřejnila na svém serveru zprávu o tom, že kardinál Dominik Duka údajně tuneluje církevní majetek. Duka měl založit svoji soukromou nadaci a vložit do ní majetek církve. Také měl nevýhodně vyměnit dva pozemky v pražské Hostivaři za bytové a nebytové jednotky v projektu developerské firmy Central Group. Soudkyně Jana Hustedová z Obvodního soudu pro Prahu 10 vydala předběžné opatření, ve kterém nařídila, aby server Kverulant, který na případ upozornil, stáhl článek s titulkem: Kardinál Duka tuneluje církevní majetek. Odvolací soud však dal obecně prospěšné společnosti Kverulant.org v některých tvrzeních zapravdu a konstatoval, že v nich popsala skutečný stav věcí, a článek tak byl v červenci 2021 znovu publikován. Duka také soudně požadoval po Razimovi omluvu a po společnosti Kverulant.org tři miliony korun. Spor nakonec skončil v červnu 2025 uzavřením smíru za asistence soudu, Razima a Jan Urban se Dukovi, Dolečkové a Jurigovi omluvili za nepravdivé osočování z tunelování církevního majetku.

## Rodina
Má tři děti.